# ムスティスラフ・ロストロポーヴィチ
ムスティスラフ・レオポリドヴィチ・ロストロポーヴィチ（ロシア語: Мстисла́в Леопо́льдович Ростропо́вич, アゼルバイジャン語: Mstislav Leopoldoviç Rostropoviç, Mstislav Leopol'dovich Rostropovich, 1927年3月27日 - 2007年4月27日）は、アゼルバイジャン（旧ソビエト連邦）出身のチェリスト、指揮者。特にチェリストとしては20世紀後半を代表する巨匠として名高い。愛称は名前の一部と「光栄」を意味するロシア語の単語に由来するスラヴァ。

## 人物・来歴
- 1927年 バクー生まれ。チェリストの父、ピアニストの母から音楽の手ほどきを受けた。4歳でピアノ、7歳でチェロを始め、10歳でカミーユ・サン＝サーンスのチェロ協奏曲第1番を弾いたという。第二次世界大戦が勃発すると父母の故郷であるオレンブルクに移住。
- 1943年 モスクワ音楽院入学。チェロはセミヨン・コゾルポフに師事した。作曲の師はドミートリイ・ショスタコーヴィチだった。
- 1945年 全ソビエト音楽コンクール金賞受賞。
- 1949年 ブダペスト国際コンクール優勝
- 1950年 プラハ国際チェロ・コンクール第1位。
- 1951年 ヨハン・ゼバスティアン・バッハの無伴奏チェロ組曲の演奏でスターリン賞受賞。1953年にも同賞を受賞。
- 1955年 歌手ガリーナ・ヴィシネフスカヤと結婚。
- 1956年 モスクワ音楽院教授（-1974年）。
- 1961年 ゴーリキーで指揮者デビュー。
- 1963年 レーニン賞受賞。
- 1966年 ソビエト連邦「人民芸術家」の称号を受ける。
- 1968年 オペラ『エウゲニー・オネーギン』の指揮で大成功を収める。
- 1970年 社会主義を批判した作家アレクサンドル・ソルジェニーツィンを擁護したことによりソビエト当局から「反体制」とみなされ、以降、国内演奏活動を停止させられ、外国での出演契約も一方的に破棄される。
- 1974年 2年間のビザを取得して出国し、そのまま亡命。
- 1976年 エルンスト・フォン・ジーメンス音楽賞受賞。
- 1977年 アメリカ合衆国へ渡り、ワシントン・ナショナル交響楽団音楽監督兼首席常任指揮者。
- 1978年 ソビエト当局により国籍剥奪。
- 1990年 ワシントン・ナショナル交響楽団を率いてゴルバチョフ体制のソ連で16年ぶりに凱旋公演。国籍を回復。
- 1995年 阪神・淡路大震災の追悼で小澤征爾共に追想演奏を行った。
- 2005年5月22日、神戸で、NPO国際チェロアンサンブル協会主催の「1000人のチェロ・コンサート」を指揮する。
- 2007年 3月27日、ロシア政府より勲1等祖国功労章を授与。4月27日、モスクワにて死去。80歳没。

### 家族・親族

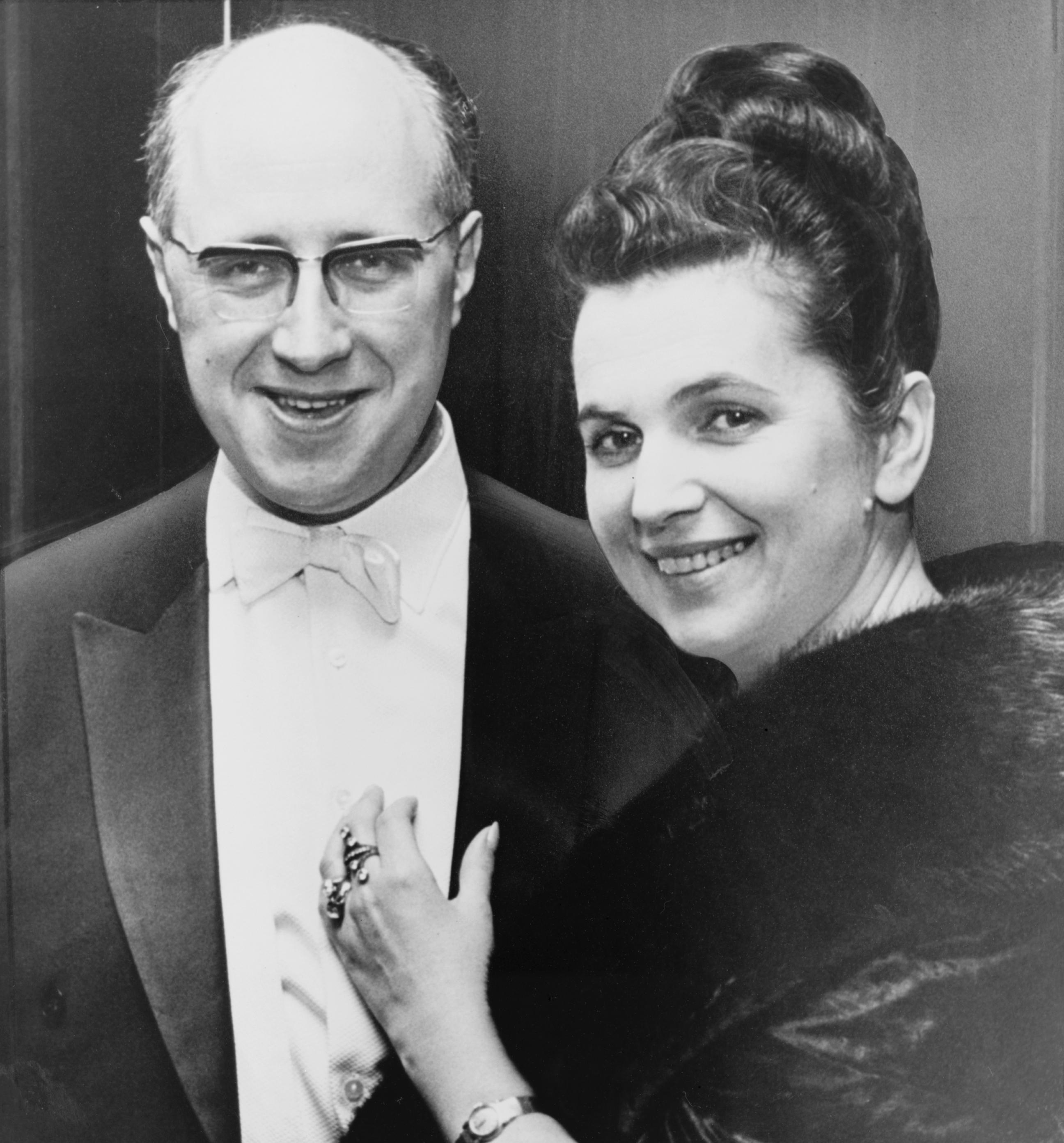
妻のガリーナ・ヴィシネフスカヤとともに

- 妻：ガリーナ・ヴィシネフスカヤ - 声楽家

## チェリストとしての活動
チェリストとしてのロストロポーヴィチは、圧倒的な技巧と豊かな音量に裏付けられた、スケールの大きな表現性で広く知られた。レパートリーはバロック音楽から現代音楽まで幅広い。
プロコフィエフの交響的協奏曲（チェロ協奏曲第1番の改作、1952年）、ショスタコーヴィチの2つのチェロ協奏曲（第1番 1959年、第2番 1966年）、ブリテンのチェロ交響曲（1964年）、ブリスのチェロ協奏曲（1970年）をそれぞれ初演した。このほか、カバレフスキー、ハチャトゥリアン、ルトスワフスキ、ジョリヴェ、デュティユー、シュニトケ、バーンスタイン、外山雄三ら、20世紀の代表的な作曲家が競ってロストロポーヴィチのために作曲しており、ロストロポーヴィチに捧げられた現代作品は170を超すといわれる。このように、ロストロポーヴィチの存在がチェロの現代レパートリーを大きく拡大したといえる。
上記の現代作品の他には、ドヴォルザーク作曲のチェロ協奏曲を頻繁に演奏しており、音楽ソフト制作用のスタジオ録音でも6種類存在しているばかりか、1958年に日本へ初来日した際に公演した時に、TBSラジオがライブ収録した音源も発売された。特に、1985年に録音した際の指揮者の小沢征爾とはその後、NHK交響楽団やウィーン・フィルハーモニー管弦楽団等と一緒に同曲を国内外の演奏会にて共演をしており、その模様はテレビで放送されたり、ビデオ・ソフトでも発売された。
主としてEMIクラシックスに数多くの録音がある。1995年にはバッハの無伴奏チェロ組曲の録音がリリースされた。
室内楽では、ホロヴィッツ、リヒテル、ギレリス、アルゲリッチ、コーガン、オイストラフら世界的演奏家と共演した。

## 指揮者としての活動

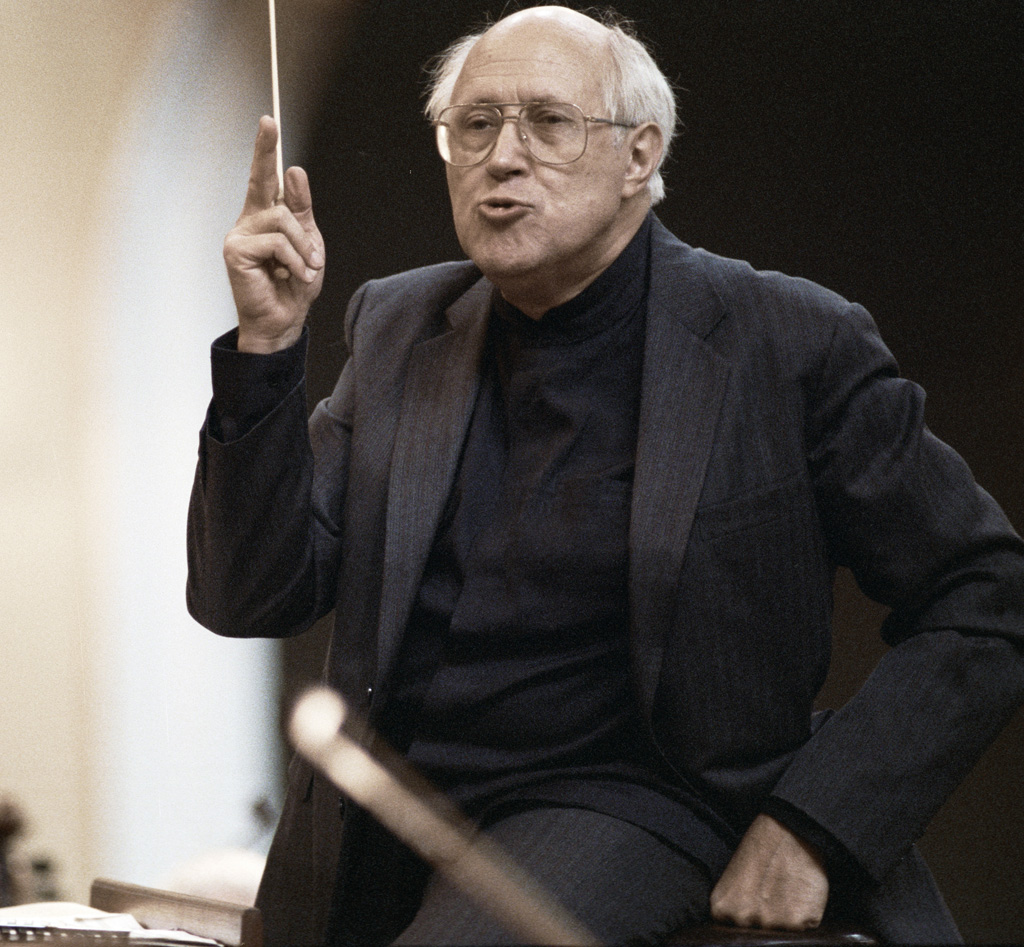
指揮者として活躍するロストロポーヴィチ

1970年代に指揮活動も本格的に開始、直接親交のあったショスタコーヴィチやプロコフィエフの管弦楽作品を西側に紹介するという意図があった。ことに冷戦時代において、西側では不明な点の多いショスタコーヴィチの演奏は需要があり、当時西側においては幻の作品であった『ムツェンスクのマクベス夫人』の原典版を初めて紹介した。指揮者としてはヴィシネフスカヤと組むことが多く、ほかにもチャイコフスキーの『エフゲニー・オネーギン』、プッチーニの『トスカ』などオペラの指揮や録音も多い。イギリスではロンドン交響楽団とのつながりが強く、同楽団と1991年「プロコフィエフ生誕100周年記念音楽祭」、1993年「ブリテン音楽祭」、1988年「ショスタコーヴィチ、炎の音楽」などのシリーズを催した。また、マキシム・ヴェンゲーロフ（ヴァイオリン）やハンナ・チャン（チェロ）など若手演奏家をソリストに迎えての協奏曲の演奏や録音も多い。合唱指揮者としては、セルゲイ・ラフマニノフの『徹夜祷』などの録音がある。

## ピアニストとしての活動
妻であるガリーナの伴奏を手掛けることがしばしばあった。録音もグリンカとラフマニノフの歌曲集など、いくつか製作された。

## その他
ロストロポーヴィチは芸術や言論の自由を擁護する立場から、さまざまな活動を繰り広げた。とりわけソビエト時代に物理学者アンドレイ・サハロフを擁護したことや、アレクサンドル・ソルジェニーツィンに別荘の車庫を仕事場として提供し、4年間かくまったことが知られる。人道的活動にも情熱を注ぎ、妻のガリーナとともに、子供の医療改善をめざすヴィシネフスカヤ＝ロストロポーヴィチ財団を設立した。同趣旨の活動の一環として、ユネスコ親善大使にも就任した。
同じく反体制亡命芸術家として、映画監督のアンドレイ・タルコフスキーとも友人であり、1986年のパリの聖アレクサンドル・ネフスキー寺院におけるタルコフスキーの葬儀では、バッハの無伴奏チェロ組曲を捧げ、泣き崩れた。ベルリンの壁が崩壊した際には、崩された壁の前でバッハを演奏した。
これらの経歴により、世界文化賞、ドイツ勲功十字賞、イギリスの最高位勲爵士、フランスのレジオンドヌール勲章（コマンドール）、スペインのカタロニア国際賞、アメリカの大統領自由勲章、スウェーデン極北賞、ロイヤル・フィルハーモニー協会ゴールド・メダル、レーニン賞、人権同盟の年間賞、高松宮殿下記念世界文化賞など、30ヶ国を超える国々から130以上もの賞を授与され、音楽家としておそらく史上最も多くの勲章を受けているといわれる。このほか各国で40以上の名誉学位を与えられた。
親日家としても知られ、1958年に大阪国際フェスティバルで初来日して以降、たびたび来日した。モスクワの自宅に和室を造った逸話がある。指揮者小澤征爾や九重親方（元横綱千代の富士）と親しかった。相撲好きでもあったロストロポーヴィチは千代の富士の現役時代には九重部屋での朝稽古を見てからコンサートのリハーサルに入ることも多かったという。
作曲家外山雄三にチェロ協奏曲を委嘱し、1971年に、NHK交響楽団の演奏会（東京）で、自らこれを初演している。
寿司、うなぎをはじめとする日本料理が大好きで、来日の際には必ず東京の築地市場を訪れたが、マグロのトロには目がなく、関係者から「大トロ、中トロ、ロストロ」と茶化されたという。大江健三郎の愛読者でもあった。
1980年代にソビエトから国籍が剥奪されている間は、ヤマハのジュニアオリジナルコンサートの宣伝インタビューのような仕事も、好んで受けていた。当時の皇后美智子の古希のお祝いに来日、天皇、皇后の臨席の下でチャリティー・コンサートを開くなど、日本の皇室との縁も深かった。
典型的なロシア人と評された。友人にインフルエンザで重篤と嘘をつき見舞いに来させ、点滴の薬と称してウオッカを飲ませた。友人が目を白黒させると「ハラショー！また一人だまされよった。」と、呵々大笑するなど茶目っ気に富んでいた。亡命中は事事あるたびに「たとえ逮捕されようと、一度故郷の土を踏みたい。」と悲痛な思いを吐露していた。
師であるショスタコーヴィチとは終生深い信頼で結ばれていた。亡命中「マクベス夫人」原典版の録音を実現したが、デモテープを聴きながら祖国と亡き師を思い夫婦で号泣した。
ピチカートをしくじった団員には「君の指は一時間以上茹でたスパゲッティのようだね。」とか、音楽教室の生徒の作品には「ピアノ協奏曲というけど、ピアノとオケが対等で勝負するものだよ。あなたのは、ピアノが横綱千代の富士級だが、オケはヒラの幕内より下の十両級だよ。」と批評するように、専門的な語句を用いずわかりやすくユーモアに富んだ比喩を好んで用いた。